# Діран Алексанян
Діран Алексанян (фр. Diran Alexanian, вірм. Տիրան Ալեքսանեան; 2 квітня 1881, Константинополь — 27 липня 1954, Шамоні) — франко-американський віолончеліст і музичний педагог вірменського походження.

## Біографія
Народився 2 квітня 1881 року в місті Константинополь. Навчався в Лейпцизі у Фрідріха Грюцмахера, юнаком грав у камерному ансамблі разом з Йозефом Йоахімом, у 17 років виконував сольну партію в «Дон Кіхоті» Ріхарда Штрауса під управлінням автора. 20-річним переселився до Парижа, де познайомився з Пабло Касальсом, на довгі десятиліття ставши його найближчим сподвижником.
Касальс і Алексанян незалежно один від одного прийшли, як з'ясувалося, до вельми своєрідних аплікатур, і, у зв'язку з цим, до несподіваного фразування. Свої погляди на виконавську техніку та музичну естетику вони вирішили відстоювати разом. У 1921—1937 роках Алексанян асистує Касальсу в його паризькій викладацькій діяльності, поклавши в основу роботи свій підручник «Теорія і практика гри на віолончелі» (фр. Traité Théorique et Pratique du Violoncelle; 1922); серед його учнів були П'єр Фурньє, Емануель Феєрман, Льерко Шпіллер, Герберт де Кастро.
У 1929 році вийшло знамените видання сюїт Баха під редакцією Алексаняна. Разом з тим Алексанян продовжує концертувати — зокрема, яскравою сторінкою паризького музичного життя став в 1936 році спільний виступ Алексаняна і Джордже Енеску в концерті Брамса для скрипки і віолончелі з оркестром; одночасно Алексанян виконав перед парижанами другу віолончельну сонату Енеску.
З 1937 р. Алексанян жив у США і викладав в консерваторії Пібоді та Мангеттенській школі музики; серед його учнів був, зокрема, Девід Соєр.